# Rusted Root
Rusted Root é uma banda estadunidense conhecida pela fusão do bluegrass com rock ao estilo do Grateful Dead, aliada a uma forte seção de percussão inspirada em ritmos latinos, nativos e indianos.

## Integrantes
- Michael Glabicki - vocais, guitarra
- Jenn Wertz - guitarra, percussão, vocais
- Liz Berlin - guitarra, percussão, vocais
- Patrick Norman - baixo, guitarra, barítono, vocais, percussão
- John Buynak - guitarra, percussão, flauta
- Jim Donovan - bateria, percussão, vocais

## Discografia

### Álbuns
- Cruel Sun (1992)
- When I Woke (1994)
- Remember (1996)
- Rusted Root (1998)
- Welcome to My Party (2002)
- Rusted Root Live (2004)
- Greatest Hits (2005)
- Stereo Rodeo (2009)

### EPs
- Live (1995)
- Evil Ways (1996)
- Airplane (1998)